# 中山ダイスケ
中山 ダイスケ（なかやま だいすけ、本名：中山大輔、1968年（昭和43年）1月7日 - ）は、日本の現代美術家・舞台美術家・アートディレクター。
dnSTUDIO代表、株式会社ダイコン代表取締役社長。武蔵野美術大学空間演出デザイン学科非常勤講師。東北芸術工科大学学長。

## 人物
香川県丸亀市に生まれる。1988年（昭和63年）から武蔵野美術大学視覚伝達デザイン学科に学ぶが、1990年に中退した。その後は演出家・飴屋法水に師事したのち、現代美術作家として独立した。
1990年代中期には須田悦弘、中村哲也、小金沢健人、坂東慶一らと若手美術作家のグループ『スタジオ食堂』を結成し、様々なイベントやプレゼンテーションを行った。1997年から活動拠点をアメリカ合衆国に移し、翌1998年にはニューヨーク市のギャラリー 「ダイチ・プロジェクツ」において、日本国外における初めての個展を開いた。
美術作家として個展やグループ展を行いながら、ファッショショーの演出、舞台美術、店舗や商品のコンセプトメークなどを手がけ、講演やワークショップ活動も積極的に行っている。
私生活では2002年（平成14年）12月に、女優の鶴田真由と結婚しており、スポーツ全般、特にサッカーのファンでもある。

## 受賞歴等
- 1997年 - ブランシェット・ロックフェラー・スカラシップ
- 1998年 - 第1回岡本太郎記念現代芸術大賞　準大賞受賞
- 2004年 - 「VOCA展2004」　現代美術の展望ー新しい平面の作家たち  佳作賞受賞

## 主な個展
- 1998年 「Under the Table」ダイチ・プロジェクツ（ニューヨーク）
- 1999年 「FULL CONTACT」アイゲン・アート(ベルリン)
- 2000年 「FULL CONTACT」丸亀市猪熊弦一郎現代美術館（香川)
- 2004年 「Doze」児玉画廊（東京）
- 2005年 「Smells Like Rainbow」 ヴァンジ彫刻庭園美術館（静岡）

## 主なグループ展
- 1996年 「Discord sabotage of realities 」クンストハウス（ハンブルク）
- 1999年 「Pop Surrealism」オルドリッチ美術館( コネチカット、リッジフィールド)
- 2000年  リヨン・ビエンナーレ2000「exoticism」(フランス)
- 2002年 「現代美術への視点-連続と侵犯」東京国立近代美術館(東京)、国立国際美術館(大阪)
- 2004年 「DIVINE HEROES」　マイノリテン　ギャラリー、　グラーツ（オーストリア）
- 2007年 「等身大の約束」MOTアニュアル　東京都現代美術館（東京）

## 主なパブリック&プライベートコレクション
- 台北市立美術館
- 原美術館

## 主なコミッションワーク、アートディレクション
- 2005年  VEROURS　青山　アートディレクション
- 2006年  マドラウンジ 六本木ヒルズ52階　アートディレクション
- 2007年  OKAWARI.JP  東京ミッドタウン
- 2008年  地下鉄副都心線　東新宿駅

## 主な舞台美術、ファッションショー演出
- 2001年  CLAUDIA HILL 2002秋冬　ニューヨークコレクション
- 2002年  舞台美術「障子の国のティンカーベル」　BUNKAMURAプロデュース
- 2007年  舞台美術「Perfoming Woman」インド、イラン、ウズベキスタン、日本4カ国製作舞台　国際交流基金　インド（デリー）